# Naționalism arab

Steagul Revoltei arabe. Un simbol proeminent al naționalismului arab și baza multor drapele ale state arabe actuale.

Naționalismul arab (arabă القومية العربية al-Qawmiyya al-`arabiyya) este ideologia naționalistă care elogiază gloriile civilizației arabe, limba și literatura arabilor, făcând apel la reînvigorare și de uniune politică în lumea arabă. Premisa sa centrală este că oamenii din Lumea arabă, de la Atlantic până la Marea Arabiei, constituie o singură națiune legată prin patromoniu lingvistic, cultural, religios, și istoric comun. Unul din scopurile primare ale naționalismului arab este de a pune capăt influenții occidentului asupra lumii arabe, și înlăturarea acelor elite de conducere arabe considerate a fi dependente de puterile occidentale. Acesta a devenit cunoscut odată cu slăbirea și înfrângerea Imperiului Otoman în secolul al XX-lea și a scăzut după înfrângerea armatelor arabe din Războiul de Șase Zile.

## Fundament, evoluție și valori promovate
Naționalismul arab a avut un fundament foarte extins și anume teza că toate popoarele arabofone reprezintă o singură națiune. Mișcare inițiată de libanezi de la Universitatea Americană din Beirut, cu activitate în Cairo, era preponderent intelectuală, constând în reevaluarea clasicilor arabi și studierea istoriei islamice.

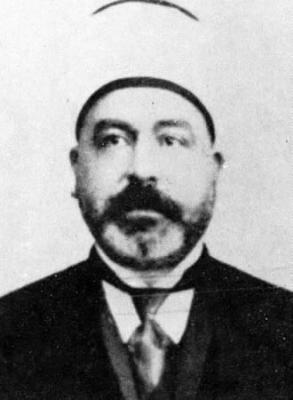
Rashid Rida, reformator islamic care va influenta in secolul XX filosofia politica a "Statului islamic".

Istorici ca Hans Kohna și Carlton Hayes asociază naționalismului într-un mod aproape instinctiv factori ai spațiului geografic, ai organizării politice și ai unității naționale. Din această direcție se desprind idei care invocă argumente mai profunde, precum loialitatea, mândria, realizările, superioaritatea și conștiința națională ale unui popor. Sintetizând aceste accepțiuni putem concluziona că ideea de naționalism este strâns legată de concepte ca spațiu teritorial, limba, rasă, religie, apartenență, fără de care nu am putea-o defini.

## Contextul  apariției naționalismului arab
În cadrul mișcării reformiste de la sfârșitul secolului al XIX-lea încep a se distinge voci care susține ideea unei unități islamice ca o condiție esențială a progresului socio-politic. Cei care susțineau și credeau cu putere în ideea unei unități naționale în lumea islamică aparțineau unor clase sociale superioare, adeseori implicate în administrarea imperiului aflat într-o starea de aservire colonialismului imperial că urmare a căderii califatului din Istanbul. Printre cei care promovau animarea renașterii arabe se numărau lingviști aparținând unor familii de renume că Bustani, Yazigi și Sidyaq. Aceștia doreau acest lucru prin descentralizarea democratică a sistemului de putere otoman.
După pătrunderea puterilor europene în spațiul islamic putem vorbi de o «  activare a componentei politice a conceptului de comunitatea islamică ». Se cristalizează astfel concepte de construire a unei structuri fizice care să regrupeze toate țările musulmane. Putem consideră acest lucru un demers natural care, în cadrul dispariției vechii structuri ce regrupa toate teoretizările cu privire la identitatea musulmană , s-a cristalizat într-o formă asemănătoare cu ceea ce numim și întâlnim astăzi că fiind naționalismul arabic.

## Figuri reprezentative

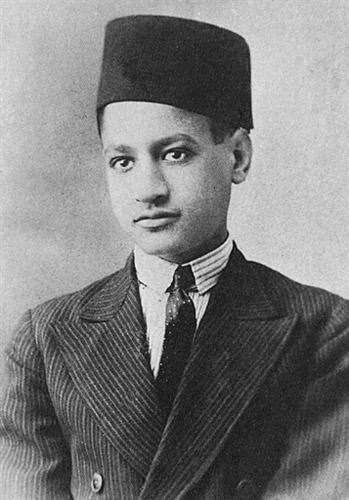
Gamal Abdel Nasser, lider controversat al lumii arabe in secolul XX si fondator al Republicii Unite Arabe.

Figura cea mai carismatică care și-a propus readucerea la viață a spiritului naționalist în cadrul țărilor musulmane a fost cea a lui Gamal Eddin al-Afgani, care a patentat în Egipt un nou model identitar, o structura de tip federalist ce avea că scop încheierea tuturor conflictelor de tip religios sau național ce își trăgeau esența din afirmarea identității arabe, persane, indiene sau din separarea sunnită-șiită.
O altă figura reprezentativă a acestui curent este cea a lui Muhammad Abdu care susținea că metoda cea mai sigură de alungare a elementelor neislamice este ca unitatea islamică să se contureze în jurul valorilor sacre ale islamului. Totodată, acesta nu privea elementele turcice că fiind perturbatoare, ci din contra, le punea sub spectrul unității musulmane.
Astfel se consideră că un stat național islamic trebuie să aibă la baza princii că al-igtihad și as-sura  în structura sa de organizare precum și legea islamică.
Considerat a fi un adversar al naționalismului arab de tip european,Rashid Rida privea idea unificării arabe ca o amenințare la dreapta interpretare a Coranului și dreptele practici ale religiei musulmane. Acesta respingea vehement orice idee care anima un naționalism ce se fonda pe altceva în afară de solidaritatea religioasă.

## Hasan al-Banna și Frăția musulmană
Ca fondator și ideolog al Frăției Musulmane, Hasan al-Banna consideră că principalul factor care a contribuit la sfârșitul unității musulmane a fost dezbinarea Imperiului Otoman. În lucrările lui se accentuează foarte clar ideea conform căreia conceptul de națiune este alienat ideii de societate islamică.
Membrii Frăției Musulmane resping vehement orice tip de naționalism fondat pe criterii geografice sau rasiale precum cele menționate anterior. Astfel se poate explica și atitudinea lor față de înființarea Ligii Arabe pe care o considerau un organism bazat pe idei cu caracter etnic, nu religios.
Se consideră că pentru asigurarea unității arabe trebuie instaurat califatul ca structura esențială pentru aceasta. Ea însă va fi înlocuită de un model statal și identitar precum cel instaurat în Siria de către partidul Ba’t.
Abd-al Naser și direcția panarabă din Egipt au alimentat vigoarea ideii de unitate în țările arabe. Influența acestuia asupra modelului pan-arabist a fost una profundă. Punând prin negocieri capăt unei perioade de prezență bitanica în Egipt și implementând noi reforme sociale și economice, Naser și-a creat o puternică imagine de conducător capabil să concretizeze obiectivele naționalismului arab.
Ca și model ideologic, naționalismul islamic a avut de trecut numeroase obstacole. Începând cu caracterul abstrac al ideilor promovate de acesta și terminându-se cu o schimbare radicală în mentalitatea unor societăți tradionale, naționalismul în contextul statelor arabe se poate spune că a reprezentat nimic mai mult decât un eșec pe termen lung, un cumul de idei lipsit de fundamente practice ce nu își au originea într-un set propriu de idei, ci mai degrabă într-un model european.